# Tony Sunshine
Tony Sunshine es un cantante de R&B de ascendencia puertorriqueña. Se incorporó al grupo Terror Squad tras la muerte de Big Pun en el 2000 y el posterior abandono de Cuban Link y Triple Seis de la crew.
Ha colaborado en canciones como Still Telling Lies de Cuban Link, All I Need de Fat Joe, y 100% de Big Pun.
- Datos: Q3070477